# Suncus megalura
Suncus megalura es una especie de musaraña de la familia soricidae.

## Distribución geográfica
Se encuentra en África subtropical. En Angola, Benín, Burundi, Camerún, República Centroafricana, República del Congo, República Democrática del Congo, Costa de Marfil, Etiopía, Ghana, Guinea, Kenia, Liberia, Malaui, Mozambique, Nigeria, Ruanda, Sierra Leona, Sudán del Sur, Tanzania, Togo, Uganda,  Zambia Zimbabue.

## Hábitat
Su hábitat natural son: las tierras de baja altitud  subtropicales o tropicales húmedas, bosques, montañas y sabanas.